# Cormaranche-en-Bugey
Cormaranche-en-Bugey là một xã ở tỉnh Ain, vùng Auvergne-Rhône-Alpes thuộc miền đông nước Pháp.